# George Adomian
George Adomian (21 de marzo de 1922-17 de junio de 1996) fue un matemático estadounidense de ascendencia armenia que desarrolló el método de descomposición Adomian (ADM) para resolver ecuaciones diferenciales no lineales, tanto ordinarias como parciales. El método se explica, entre otros lugares, en su libro Resolviendo problemas fronterizos en física: el método de descomposición (Kluwer, Dordrecht, 2004). Fue miembro de la facultad de la Universidad de Georgia (UGA) desde 1966 hasta 1989. Mientras estaba en la UGA, comenzó el Centro de Matemática Aplicada. Adomian también fue ingeniero aeroespacial .